# Án lệ 65/2023/AL
Án lệ 65/2023/AL về truy cứu trách nhiệm hình sự tội "Mua bán người" là án lệ thứ 65 thuộc lĩnh vực hình sự của hệ thống pháp luật Việt Nam, được Hội đồng Thẩm phán Tòa án nhân dân tối cao thông qua, Chánh án Nguyễn Hòa Bình ra quyết định công bố ngày 1 tháng 10 năm 2023, và có hiệu lực cho tòa án các cấp trong cả nước nghiên cứu, áp dụng trong xét xử từ ngày 1 tháng 11 năm 2023. Án lệ này dựa trên nguồn là Bản án hình sự sơ thẩm số 42/2018/HSST ngày 03/12/2018 của Tòa án nhân dân huyện Đông Hải, tỉnh Bạc Liêu, nội dung xoay quanh tội "Mua bán người", việc "chuyển giao người với mục đích kiếm lời".  Vụ Pháp chế và Quản lý khoa học là đơn vị đề xuất để lựa chọn bản án này làm án lệ, đồng thời cùng với Án lệ 66/2023/AL có nội dung về tội "Mua bán người".
Trong vụ án của án lệ này, chủ mưu vì mục đích cung cấp ngư phủ đi biển cho các tàu đánh cá để kiếm lời từ khoản tiền chênh lệch đã cấu kết với đồng bọn để lựa gạt một số người lao động thông qua việc tuyển dụng lơ xe trên Facebook, đem về bắt giữ ở Đông Hải để đợi ngày tìm được tàu ra khơi. Tuy nhiên các bị hại không lâu sau đó trốn thoát, báo cơ quan chức năng bắt giữ và khởi tố vụ án hình sự. Vụ án này được thụ lý và giải quyết trực tiếp ở tòa cấp sơ thẩm, định tội "Mua bán người" và "Cưỡng đoạt tài sản" của bọn chủ mưu và đồng phạm, kết cục được lựa chọn làm án lệ để xác định tội "Mua bán người" từ việc cụ thể là lừa gạt, bắt giữ để chuyển giao ngư phủ với mục đích kiếm lời của các bị cáo trên thực tế. 

## Nội dung vụ án
| “                                                                       | Tụi mày tự nguyện đưa hay để tao tự lấy? | ” |
| —Nguyên văn lời Hồng K cầm dao hỏi 3 người bị hại, lời khai các bị cáo. |                                          |   |

Do nhu cầu cần người để giao cho các tàu đánh cá nhằm hưởng tiền chênh lệch nên Dương Văn S (gọi tắt là Dương) đã liên kết với một người tên là G ở Thành phố Hồ Chí Minh tìm người giao cho Dương theo giá thỏa thuận. G đã dùng Facebook đăng tuyển lao động (làm phụ xe khách đường dài) với mức lương cao. Các anh Bùi Văn D, Lê Đức M và Trần Văn T lên Facebook tìm việc làm, thấy thông tin do G đăng tuyển nên liên hệ xin việc. Vào ngày 26 tháng 7 năm 2017, 3 anh đến Bến xe miền Đông thì G cho xe đón và đưa thẳng về nhà Dương thuộc Ấp 1, thị trấn Gành Hào, huyện Đông Hải, tỉnh Bạc Liêu. G giao 3 anh cho Dương và nhận số tiền là 9 triệu đồng. Sau khi nhận người, Dương chỉ đạo cho đàn em là Phạm Hồng K lấy hợp đồng lao động cho 3 anh ký tên với nội dung đi biển, do thỏa thuận ban đầu là đi làm lơ xe nên các anh không đồng ý ký tên. Lúc này các Dương và Hồng K cùng 1 người đàn em nữa là Trần Ích C dùng hung khí (gồm dao tự chế, cây sắt và dao Thái Lan) đe dọa nếu không đồng ý ký hợp đồng thì trả 10 triệu đồng, nếu không có thì phải bị giữ lại, sau đó đem 3 người về giữ lại tại nhà Dương. Dương phân công Hồng K, Ích C thay phiên canh giữ, mục đích là để Dương tìm tàu đánh cá cần người thì sẽ giao nhằm hưởng tiền chênh lệch, đồng thời Dương giao cho em gái là Dương Thị trực tiếp kiểm tra việc canh giữ này. Trong quá trình giữ người, Dương chỉ đạo cho Hồng K, Dương Thị lấy các tài sản và các tư trang cá nhân của 3 người, đem cất giữ. Dương Thị yêu cầu 3 người bị giữ giao nhưng các anh không đồng ý nên Hồng K cầm dao đe dọa, do sợ vì biết được nhóm người này có hung khí nên 3 anh đã giao tài sản. Sau khi lấy được tài sản, Hồng K giao lại cho Dương và Dương lấy tiền trong ví, 1 phần cho Ích C, Hồng K, 1 phần giữ lấy tiêu xài cá nhân.
Đến khoảng 22 giờ (UTC+07:00) ngày 27 tháng 7 năm 2017, Đức M và Văn T trốn ra khỏi nơi giam giữ bằng đường thông gió, đến sau đó, khoảng 5 giờ (UTC+07:00) ngày 28, Văn D cũng trốn được. Cả 3 anh đến Đồn biên phòng Gành Hào trình báo sự việc. Sau đó, cơ quan chức năng đã khởi tố điều tra, Cơ quan Cảnh sát điều tra Công an huyện Đông Hải đã bắt giữ Dương và nhóm đàn em, thu giữ vật chứng vụ án.

## Xét xử
Ngày 3 tháng 12 năm 2018, Tòa án nhân dân huyện Đông Hải mở phiên hình sự sơ thẩm tại trụ sở ở thị trấn Gành Hào, Đông Hải, Bạc Liêu.

### Cáo trạng và lời nói sau cùng
Viện kiểm sát nhân dân huyện Đông Hải truy tố nhóm Dương, Hồng K, Ích C, Dương Thị phạm tội "Mua bán người"; truy tố Dương, Hồng K, Dương Thị phạm tội "Cưỡng đoạt tài sản" Theo bản cáo trạng, Viện kiểm sát Đông Hải đề nghị Tòa xử phạt Dương 7–8 năm tù đối với tội "Mua bán người", 1,5–2 năm tù đối với tội "Cưỡng đoạt tài sản", tổng hợp hình phạt 8,5–10 năm tù; Hồng K 6–7 năm tù đối với tội "Mua bán người", 1–1,5 năm tù đối với tội "Cưỡng đoạt tài sản", tổng hợp hình phạt 7–8,5 năm tù; Dương Thị 3–4 năm tù đối với tội "Mua bán người", 1–1,5 năm tù đối với tội "Cưỡng đoạt tài sản", tổng hợp hình phạt 4–5,5 năm tù; Ích C 3–4 năm tù đối với tội "Mua bán người". Viện kiểm sát đề nghị Hội đồng xét xử không áp dụng hình phạt bổ sung đối với các bị cáo.
Trong quá trình tố tụng, Dương, Dương Thị, Hồng K và Ích C có lời nói sau cùng thừa nhận hành vi phạm tội, chỉ vì không biết chữ, khả năng nhận thức pháp luật kém nên dấn thân vào con đường phạm tội, xin Hội đồng xét xử giảm nhẹ hình phạt.

### Nhận định của tòa án
Hội đồng xét xử nhận định rằng, do biết được các tàu đánh cá trên địa bàn Đông Hải cần nhiều người đi biển (ngư phủ) nên Dương liên kết với G tìm người cung cấp cho các chủ tàu để hưởng tiền chênh lệch. G đã đưa lời đề nghị cần lao động làm lơ xe với mức lương cao nên các 3 bị hại nhận lời. Khi nhận được các bị hại, G chở xuống giao cho Dương và nhận tiền, sau đó Dương chỉ đạo đồng bọn thay phiên canh giữ để tìm tàu đánh bắt giao lại lấy tiền chênh lệch. Hành vi phạm tội của các bị cáo gây ra là rất nguy hiểm cho xã hội, đã xâm phạm đến danh dự, nhân phẩm, quyền tự do của con người được Hiến pháp và pháp luật quy định, xâm phạm đến trật tự an toàn xã hội, các bị cáo nhận thức được việc mua bán người là vi phạm pháp luật, nhưng vì tư lợi cá nhân và lợi dụng sự nhẹ dạ cả tin của các bị hại nên các bị cáo đã thực hiện với lỗi cố ý trực tiếp. Các bị cáo là người đủ năng lực pháp luật chịu trách nhiệm hình sự về hành vi phạm tội mà mình gây ra.
Trong quá trình giữ người, Dương, Dương Thị, Hồng K dùng hung khí đe dọa lấy tư trang cá nhân và tài sản của các bị hại. Kết quả định giá tài sản các bị cáo chiếm đoạt có giá trị 10.300.200 đồng, tổng giá trị tài sản là 12.000.200 đồng. Như vậy, hành vi đe dọa dùng vũ lực để chiếm đoạt tài sản của người khác đối với các bị cáo trên đã thỏa mãn yếu tố cấu thành tội "Cưỡng đoạt tài sản".
Các bị cáo chưa có tiền án, tiền sự; trong quá trình điều tra, truy tố và tại phiên tòa thành khẩn khai báo, ăn năn hối cải, đối với tội "Mua bán người" mặc dù các bị hại không yêu cầu nhưng các bị cáo đã tự nguyện khắc phục được một phần hậu quả cho bị hại. Đây là những tình tiết giảm nhẹ trách nhiệm hình sự, được áp dụng hình phạt dưới mức thấp nhất của khung hình phạt được áp dụng. Với Dương Thị và Ích C thì mặc dù là đồng phạm nhưng giữ vai trò không đáng kể, lại phạm tội lần đầu, có hoàn cảnh khó khăn, Dương Thị bị tác động từ Dương là anh ruột nên nhất thời phạm tội, do đó có cơ sở để giảm hình phạt. Còn đối với Dương, vai trò của Dương là nguy hiểm, trực tiếp chỉ đạo các bị cáo khác thực hiện; Hồng K là người giúp sức quyết liệt nhất, là người trực tiếp dùng hung khí nguy hiểm đe dọa đối với bị hại nên mức hình phạt áp dụng cho Dương và Hồng K cao hơn Dương Thị và Ích C. Với những phân tích trên, Hội đồng xét xử xét thấy cần có mức hình phạt nghiêm khắc, cách ly các bị cáo ra khởi đời sống xã hội một thời gian nhất định để có điều kiện giáo dục ý thức chấp hành pháp luật và tôn trọng quy tắc sống trong cộng đồng. Về hình phạt bổ sung, Tòa xét thấy các bị cáo là lao động tự do, điều kiện kinh tế còn khó khăn, do đó không áp dụng hình phạt bổ sung.

### Quyết định
Với những nhận định trong phiên sơ thẩm, Hội đồng xét xử tuyên án xử phạt: Dương 7 năm tù đối với tội "Mua bán người", 1,5 năm tù đối với tội "Cưỡng đoạt tài sản", tổng hợp hình phạt 8,5 năm tù; Hồng K 6 năm tù đối với tội "Mua bán người", 1 năm tù đối với tội "Cưỡng đoạt tài sản", tổng hợp hình phạt 7 năm tù; Dương Thị 3 năm tù đối với tội "Mua bán người", 1 năm tù đối với tội "Cưỡng đoạt tài sản", tổng hợp hình phạt 4 năm tù; Ích C 3 năm tù đối với tội "Mua bán người", thời gian chấp hành hình phạt đều tính từ ngày 29 tháng 7 năm 2017, lúc các bị cáo bị bắt giữ, tạm giam. Về trách nhiệm dân sự, các bị cáo phải bồi thường khoản tiền đã lấy cho các bị hại.

## Hình thành án lệ
Vụ Pháp chế và Quản lý khoa học đã đề xuất lựa chọn bản án hình sự sơ thẩm này của Tòa án nhân dân huyện Đông Hải làm án lệ nhằm nhấn mạnh tình tiết xác định tội "Mua bán người" trong trường hợp cụ thể của thực tiễn, trong quá trình tuyển chọn đã vượt qua bước đầu trở thành 1 trong 14 đề xuất của đầu năm 2023. Tòa án nhân dân tối cao đã phối hợp với Liên minh châu Âu và Chương trình phát triển Liên hợp quốc (UNDP) tổ chức lấy ý kiến từ ngày 19 tháng 4 năm 2023, thông qua hội thảo các chuyên gia, nhà khoa học, nhà hoạt động thực tiễn; và trực tuyến công khai trên trang tin điện tử án lệ. Sau đó, Hội đồng tư vấn án lệ được tổ chức họp nhằm thảo luận, cho ý kiến đối với nội dung của 14 dự thảo án lệ được đề xuất phát triển thành án lệ vào ngày 2 tháng 6. Trên cơ sở ý kiến góp ý của các thành viên Hội đồng tư vấn án lệ, Vụ Pháp chế và Quản lý khoa học xin rút 5 dự thảo án lệ, đồng thời phiên họp kết luận đề xuất xem xét lựa chọn, thông qua 8 dự thảo án lệ và cân nhắc 1 dự thảo án lệ. Ngày 16 tháng 8, Hội đồng Thẩm phán họp và quyết định thông qua 7 trong 8 dự thảo, trong đó có bản án sơ thẩm của vụ án này, chính thức là Án lệ số 65/2023/AL.